# Lista Zorana Jankovića
Lista Zorana Jankovića je bila sestavljena iz 45 kandidatov. Janković je bil izvoljen za župana 23. oktobra 2006 z 82.107 glasovi oz. 63.03%. Njegova lista je dobila 52.619 glasov oz. skupno 41.4%. Izmed 45-ih ljudi jih je bilo 23 izvoljenih v Mestni svet Mestne občine Ljubljana.

## Člani mestnega sveta
(razvrščeni po abecednem redu)
Mandat 2006 - 2010
- Bojan Albreht
- Bruna Antauer
- Prof. dr. Milena Mileva Blažić
- Marko Bokal
- Dr. Marta Bon
- Peter Božič
- Mag. Nives Cesar
- Aleš Čerin
- Jadranka Dakić
- Bogomir Gorenšek
- Roman Jakič
- Mojca Kavtičnik
- Maša Kociper
- Iztok Kordiš
- Marija Dunja Piškur Kosmač
- Prof. Janez Koželj
- Eva Strmljan Kreslin
- Mitja Meršol
- Sašo Rink
- Prof. dr. Andrej Rus
- Prof. dr. Gregor Tomc
- Peter Vilfan

Mandat 2010 - 2014
- Bojan Albreht
- Bruna Antauer
- Prof. dr. Milena Mileva Blažić
- Marko Bokal
- Dr. Marta Bon
- Mag. Nives Cesar
- Aleš Čerin (nepoklicni podžupan)
- Jadranka Dakić (nepoklicna podžupanja)
- Tjaša Ficko (poklicna podžupanja)
- Miro Gorenšek
- Roman Jakič
- Mojca Kavtičnik - Ocvirk
- Maša Kociper
- Iztok Kordiš
- Marija Dunja Piškur Kosmač
- Prof. Janez Koželj (poklicni podžupan)
- Eva Strmljan Kreslin
- Mitja Meršol
- Jani Möderndorfer (poklicni podžupan)
- Marija Dunja Piškur Kosmač
- Sašo Rink
- Prof. dr. Andrej Rus
- Prof. dr. Gregor Tomc
- Peter Vilfan
- Marjan Jernej Virant
- Jelka Žekar
- Julijana Žibert